# Lovehatetragedy
Lovehatetragedy é o terceiro álbum de estúdio da banda estadunidense de rock alternativo Papa Roach, lançado em 18 de Junho de 2002 pela gravadora DreamWorks Records.

## Faixas
1. "M-80 (Explosive Energy Movement)" (Jacoby Shaddix) – 2:26
2. "Life Is a Bullet" (Jacoby Shaddix) – 4:05
3. "Time and Time Again" (Jacoby Shaddix) – 2:58
4. "Walking Thru Barbed Wire" (Jacoby Shaddix) – 3:04
5. "Decompression Period" (Jacoby Shaddix; David Buckner) – 3:59
6. "Born with Nothing, Die with Everything" (Jacoby Shaddix) – 3:49
7. "She Loves Me Not" (Jacoby Shaddix) – 3:29
8. "Singular Indestructible Droid" (Jacoby Shaddix) – 3:48
9. "Black Clouds" (Jacoby Shaddix; David Buckner) – 4:01
10. "Code of Energy" (Jacoby Shaddix; David Buckner) – 4:04
11. "Lovehatetragedy" (Jacoby Shaddix) – 3:11

## Faixas bônus
1. "Gouge Away" (Charles, Michael, Kittredge, Thompson) - 2:07
2. "Never Said It" (Jacoby Shaddix) - 3:07
3. "Naked In Front of the Computer" (Mike Patton) - 2:10

## Créditos
- Jacoby Shaddix - Vocal
- Jerry Horton - Guitarra
- Tobin Esperance - Baixo, guitarra
- Dave Buckner - Bateria

## Posições nas paradas musicais
| Parada musical (2002)                | Melhor posição |
| ------------------------------------ | -------------- |
| Alemanha - Media Control Charts      | 6              |
| Austrália - ARIA Charts              | 19             |
| Áustria - Parada Musical             | 8              |
| Bélgica - Ultratop albums (Flandres) | 5              |
| Bélgica - Ultratop albums (Valônia)  | 10             |
| Canadá - Canadian Albums Chart       | 5              |
| Dinamarca - Hitlisten                | 11             |
| Estados Unidos - Billboard 200       | 2              |
| Finlândia - Mitä hittiä              | 11             |
| França - SNEP                        | 34             |
| Japão - Oricon                       | 64             |
| Nova Zelândia - RIANZ                | 24             |
| Noruega - VG-lista                   | 25             |
| Países Baixos - MegaCharts           | 21             |
| Reino Unido - UK Albums Chart        | 4              |
| Suécia - Sverigetopplistan           | 25             |
| Suíça - Schweizer Hitparade          | 3              |